# 小行星8924
小行星8924（英語：8924 Iruma）是一颗围绕太阳公转的小行星。1996年12月14日，佐藤直人在秩父市发现了此天体。
这颗小行星的绝对星等为302.63686100378等。